# جسر سيدي مسيد
جسر سيدي مسيد المعلق هو جسر معلق يعبر وادي الرمال والذي يشكل نقطة التقاء بين كتلتي مدينة قسنطينة من نهج القصبة وصولا إلى مستشفى قسنطينة. بدأ البناء من طرف المهندسين الفرنسيين رابي وسويلار سنة 1909، حيث استعانا بشركة المهندس الفرنسي فرديناند آرنودان الذي يعد من أشهر المهندسين ومصممي الجسور المعدنية المعلقة بـأوروبا، واستغرق بناء المشروع ثلاث سنوات وانتهت في عام 1912. يعتبر جسر سيدي مسيد من أشهر الجسور في مدينة قسنطينة وفي الجزائر.